# Marc López
Marc López Tarrés (ur. 31 lipca 1982 w Barcelonie) – hiszpański tenisista, zwycięzca French Open 2016 w grze podwójnej, mistrz olimpijski z Rio de Janeiro (2016) w grze podwójnej.

## Kariera tenisowa
Jako junior wygrał wielkoszlemowy Roland Garros z 2000 roku w grze podwójnej, grając wspólnie z Tommym Robredo. W finale pokonali 7:6(2), 6:0 parę Joachim Johansson-Andy Roddick.
W karierze zawodowej Hiszpan zwyciężył w 14 turniejach rangi ATP World Tour w deblu, wliczając w to triumf w ATP World Tour Finals w 2012 roku, wygraną we French Open w 2016 oraz mistrzostwo olimpijskie w Rio de Janeiro (2016). Ponadto López jest finalistą 19 turniejów, w tym w 2014 roku na kortach Rolanda Garrosa i US Open oraz w 2017 roku ponownie podczas US Open.
Najwyżej sklasyfikowany w rankingu singlistów był w maju 2004 roku na 106. miejscu, natomiast w zestawieniu deblistów w styczniu 2013 roku zajmował 3. pozycję.

### Finały w turniejach ATP World Tour
| Legenda                                      |
| -------------------------------------------- |
| Wielki Szlem                                 |
| Igrzyska olimpijskie                         |
| Tennis Masters Cup / ATP Finals              |
| ATP Masters Series / ATP Tour Masters 1000   |
| ATP International Series Gold / ATP Tour 500 |
| ATP International Series / ATP Tour 250      |

#### Gra podwójna (14–19)
| Końcowy wynik | Nr  | Data              | Turniej            | Nawierzchnia  | Partner           | Przeciwnicy                             | Wynik finału      |
| ------------- | --- | ----------------- | ------------------ | ------------- | ----------------- | --------------------------------------- | ----------------- |
| Finalista     | 1.  | 18 kwietnia 2004  | Walencja           | Ceglana       | Feliciano López   | Gastón Etlis Martín Rodríguez           | 5:7, 6:7(5)       |
| Zwycięzca     | 1.  | 11 stycznia 2009  | Ad-Dauha           | Twarda        | Rafael Nadal      | Daniel Nestor Nenad Zimonjić            | 4:6, 6:4, 10–8    |
| Zwycięzca     | 2.  | 21 marca 2010     | Indian Wells       | Twarda        | Rafael Nadal      | Daniel Nestor Nenad Zimonjić            | 7:6(8), 6:3       |
| Zwycięzca     | 3.  | 9 maja 2010       | Estoril            | Ceglana       | David Marrero     | Pablo Cuevas Marcel Granollers          | 6:7(1), 6:4, 10–4 |
| Zwycięzca     | 4.  | 25 lipca 2010     | Hamburg            | Ceglana       | David Marrero     | Jérémy Chardy Paul-Henri Mathieu        | 6:3, 2:6, 10–8    |
| Finalista     | 2.  | 1 listopada 2010  | Montpellier        | Twarda (hala) | Eduardo Schwank   | Stephen Huss Ross Hutchins              | 2:6, 6:4, 7–10    |
| Zwycięzca     | 5.  | 9 stycznia 2011   | Ad-Dauha           | Twarda        | Rafael Nadal      | Daniele Bracciali Andreas Seppi         | 6:3, 7:6(4)       |
| Finalista     | 3.  | 6 lutego 2011     | Zagrzeb            | Twarda (hala) | Marcel Granollers | Dick Norman Horia Tecău                 | 3:6, 4:6          |
| Finalista     | 4.  | 1 maja 2011       | Estoril            | Ceglana       | David Marrero     | Eric Butorac Jean-Julien Rojer          | 3:6, 4:6          |
| Finalista     | 5.  | 17 lipca 2011     | Stuttgart          | Ceglana       | Marcel Granollers | Jürgen Melzer Philipp Petzschner        | 3:6, 4:6          |
| Finalista     | 6.  | 3 marca 2012      | Acapulco           | Ceglana       | Marcel Granollers | David Marrero Fernando Verdasco         | 3:6, 4:6          |
| Zwycięzca     | 6.  | 18 marca 2012     | Indian Wells       | Twarda        | Rafael Nadal      | John Isner Sam Querrey                  | 6:2, 7:6(3)       |
| Finalista     | 7.  | 29 kwietnia 2012  | Barcelona          | Ceglana       | Marcel Granollers | Mariusz Fyrstenberg Marcin Matkowski    | 6:2, 6:7(7), 8–10 |
| Zwycięzca     | 7.  | 20 maja 2012      | Rzym               | Ceglana       | Marcel Granollers | Łukasz Kubot Janko Tipsarević           | 6:3, 6:2          |
| Finalista     | 8.  | 15 lipca 2012     | Umag               | Ceglana       | Marcel Granollers | David Marrero Fernando Verdasco         | 3:6, 6:7(4)       |
| Zwycięzca     | 8.  | 22 lipca 2012     | Gstaad             | Ceglana       | Marcel Granollers | Robert Farah Santiago Giraldo           | 6:4, 7:6(9)       |
| Finalista     | 9.  | 12 sierpnia 2012  | Toronto            | Twarda        | Marcel Granollers | Bob Bryan Mike Bryan                    | 1:6, 6:4, 10–12   |
| Zwycięzca     | 9.  | 12 listopada 2012 | Londyn             | Twarda (hala) | Marcel Granollers | Mahesh Bhupathi Rohan Bopanna           | 7:5, 3:6, 10–3    |
| Finalista     | 10. | 18 sierpnia 2013  | Cincinnati         | Twarda        | Marcel Granollers | Bob Bryan Mike Bryan                    | 4:6, 6:4, 4–10    |
| Zwycięzca     | 10. | 16 lutego 2014    | Buenos Aires       | Ceglana       | Marcel Granollers | Pablo Cuevas Horacio Zeballos           | 7:5, 6:4          |
| Finalista     | 11. | 8 czerwca 2014    | French Open, Paryż | Ceglana       | Marcel Granollers | Julien Benneteau Édouard Roger-Vasselin | 3:6, 6:7(1)       |
| Finalista     | 12. | 7 września 2014   | US Open, Nowy Jork | Twarda        | Marcel Granollers | Bob Bryan Mike Bryan                    | 3:6, 4:6          |
| Finalista     | 13. | 3 maja 2015       | Estoril            | Twarda        | David Marrero     | Treat Huey Scott Lipsky                 | 1:6, 4:6          |
| Finalista     | 14. | 17 maja 2015      | Rzym               | Ceglana       | Marcel Granollers | Pablo Cuevas David Marrero              | 4:6, 5:7          |
| Zwycięzca     | 11. | 8 stycznia 2016   | Doha               | Twarda        | Feliciano López   | Philipp Petzschner Alexander Peya       | 6:4, 6:3          |
| Finalista     | 15. | 27 lutego 2016    | Dubaj              | Twarda        | Feliciano López   | Simone Bolelli Andreas Seppi            | 2:6, 6:3, 12–14   |
| Zwycięzca     | 12. | 4 czerwca 2016    | French Open, Paryż | Ceglana       | Feliciano López   | Bob Bryan Mike Bryan                    | 6:4, 6:7(6), 6:3  |
| Zwycięzca     | 13. | 12 sierpnia 2016  | Rio de Janeiro     | Twarda        | Rafael Nadal      | Florin Mergea Horia Tecău               | 6:2, 3:6, 6:4     |
| Finalista     | 16. | 15 kwietnia 2017  | Marrakesz          | Ceglana       | Marcel Granollers | Dominic Inglot Mate Pavić               | 4:6, 6:2, 9–11    |
| Finalista     | 17. | 23 kwietnia 2017  | Monte Carlo        | Ceglana       | Feliciano López   | Rohan Bopanna Pablo Cuevas              | 3:6, 6:3, 4–10    |
| Finalista     | 18. | 30 lipca 2017     | Hamburg            | Ceglana       | Pablo Cuevas      | Ivan Dodig Mate Pavić                   | 3:6, 4:6          |
| Finalista     | 19. | 8 września 2017   | US Open, Nowy Jork | Twarda        | Feliciano López   | Jean-Julien Rojer Horia Tecău           | 4:6, 3:6          |
| Zwycięzca     | 14. | 29 kwietnia 2018  | Barcelona          | Ceglana       | Feliciano López   | Aisam-ul-Haq Qureshi Jean-Julien Rojer  | 7:6(5), 6:4       |